# Ozero Dochnarskoje
Ozero Dochnarskoje (ryska: Озеро Дохнарское) är en sjö i Belarus.   Den ligger i voblasten Vitsebsks voblast, i den norra delen av landet, 200 km norr om huvudstaden Minsk. Ozero Dochnarskoje ligger 122 meter över havet. Arean är 0,44 kvadratkilometer. Den sträcker sig 0,8 kilometer i nord-sydlig riktning, och 0,8 kilometer i öst-västlig riktning.
I omgivningarna runt Ozero Dochnarskoje växer i huvudsak blandskog. Runt Ozero Dochnarskoje är det ganska tätbefolkat, med 72 invånare per kvadratkilometer.